# Francesco di Pellegrino

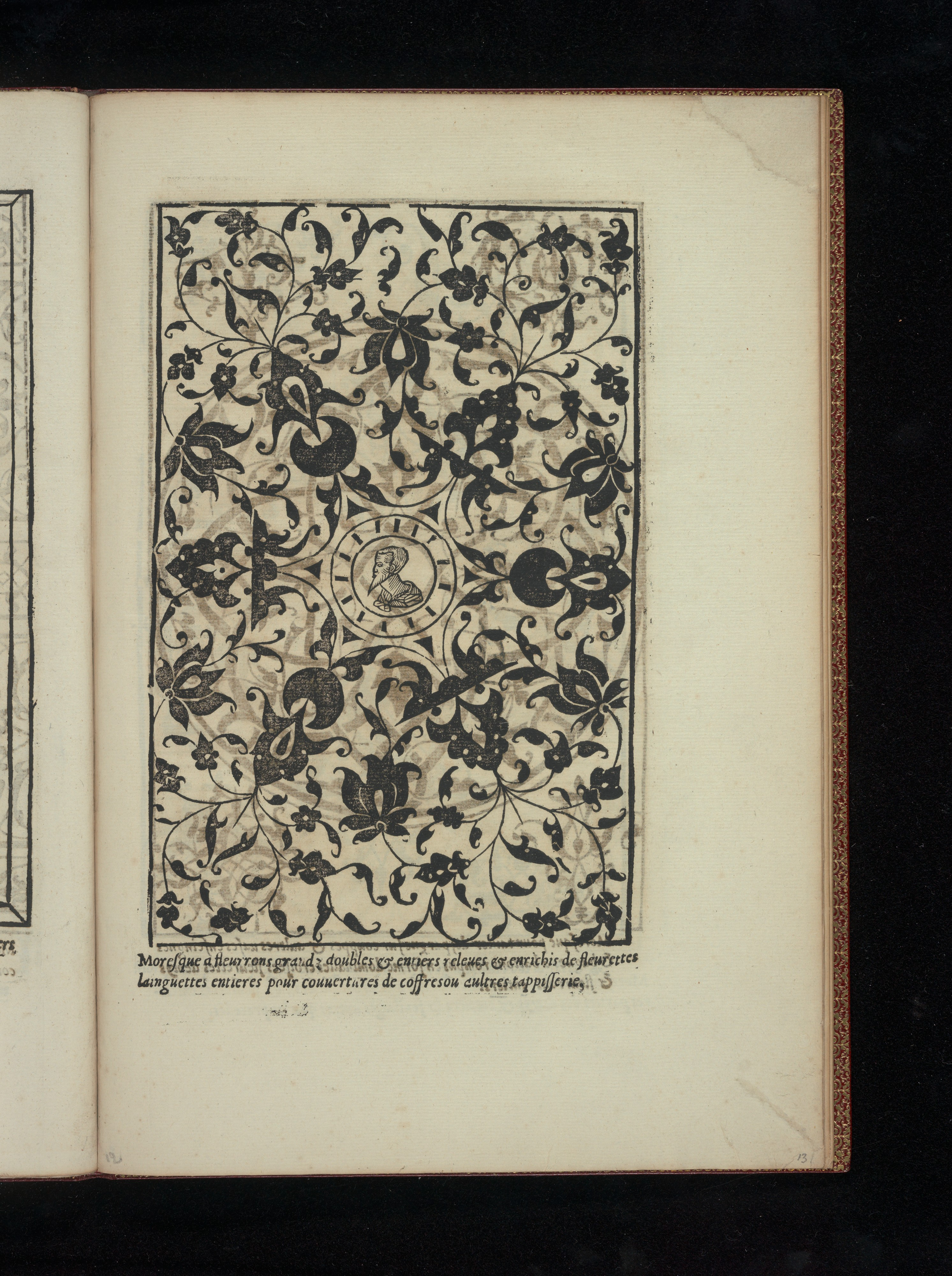
Francesco di Pellegrino, Livre de Moresques, pagina 7 (recto) MET

Francesco di Pellegrino (Firenze, XVI secolo – Parigi, 1552) è stato un pittore e decoratore italiano.

## Biografia
Francesco di Pellegrino (noto in Francia come ‘’Francisque Pellegrin’’), fu definito da Giorgio Vasari un ‘’dilettante di pittura’’ ed era noto come abile modellatore di stucchi. Nel 1528, dalla nativa Firenze si trasferì a Parigi, dove entrò in contatto con la Corte francese. Divenne amico di Rosso Fiorentino, con il quale lavorò al castello di Fontainebleau, dal 1534 al 1536 circa, occupandosi di realizzare gli stucchi della galleria di Francesco I di Francia.
A Parigi Francesco di Pellegrino frequentava Giovanni Battista Della Palla e lo scultore Giovan Francesco Rustici. Le poche notizie biografiche le conosciamo grazie a Giorgio Vasari, che ne parla nelle Vite, in particolare nella biografia di Rustici. Durante il suo soggiorno a Parigi - racconta Vasari - suscitò la gelosia di Francesco Primaticcio che lo accusò di aver rubato un centinaio di scudi a Rosso Fiorentino. Francesco di Pellegrino era innocente, ma fu arrestato e torturato.

### La congregazione del Pajolo
Giorgio Vasari, nel biografia di Rustici, racconta una curiosità: a Firenze, in un locale chiamato la Sapienza, c'era la bottega di Andrea del Sarto e del Sansovino. C'erano lì anche stanze, utilizzate da Francesco Rustici, dove di sera conveniva una allegra brigata, formata da dodici artisti, tra cui Francesco di Pellegrino. Ognuno di essi poteva portare fino a quattro amici. Si riunivano e consumavano cene succulente, in grande allegria. Ogni commensale era tenuto a portare una vivanda, in bizzarra foggia. Il Signore - cioè uno dei commensali eletto ogni volta allo scopo - destinava le vivande a un commensale, a sua scelta. Una volta Rustici portò un grande tino, pieno di vino, su cui galleggiava un piatto di legno con le pietanze. Da quella sera l'allegra compagnia decise di chiamarsi ‘’Congregazione del Pajolo’’.

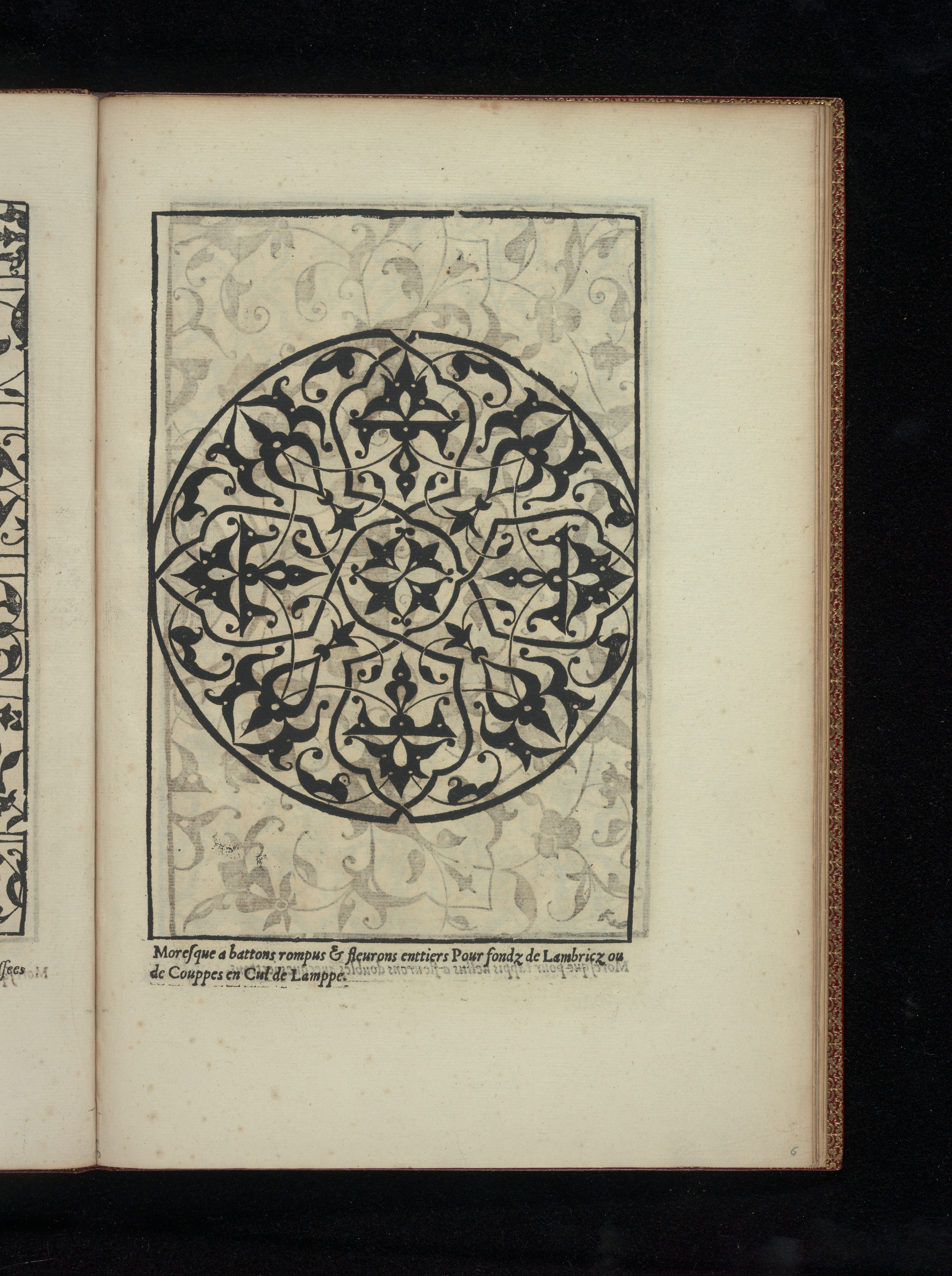
Francesco di Pellegrino, Livre de Moresques, p. 3 (verso) MET

### Fleur de la Science de Pourtraicture
Francesco di Pellegrino pubblicò nel 1530 una serie di incisioni su legno (xilografie), raccolte sotto il comune titolo:  La fleur de la science de pourtraicture. Si tratta di un libro di modelli, cioè di ornati che sono tipici dell'arte islamica. Libro oggi rarissimo - cui si deve la notorietà di Francesco Pellegrino - un esemplare se ne conserva a Parigi, alla Bibliothèque de l'Arsenal e un altro è al Metropolitan Museum, di New York.
Questa raccolta di ornati è considerata la prima pubblicazione di disegni ‘’esotici’’ in Europa Occidentale, dove i decori islamici erano già noti ed apprezzati, grazie alla importazione di tessuti e di oggetti decorativi dal vicino Oriente. Questo gusto ornamentale divenne di gran moda dopo la pubblicazione del libro. I disegni di Francesco Pellegrino furono riordinati da Cornelis Bos che li ripubblicò ad Anversa, nel 1543. Jérôme de Gourmont li ripropose nel Livre de moresques, pubblicato a Parigi nel 1546. Questi ornati islamici furono in seguito ripubblicati da Thomas Picquo.

### Pubblicazioni
- (FR) Francisque Pellegrin, La fleur de la science de pourtraicture / patrons de broderie, facon arabicque et ytalique, Paris, J. Schemit, 1908, SBN CFI0625247. Fac-simile dell'edizione del 1530.